# Huili

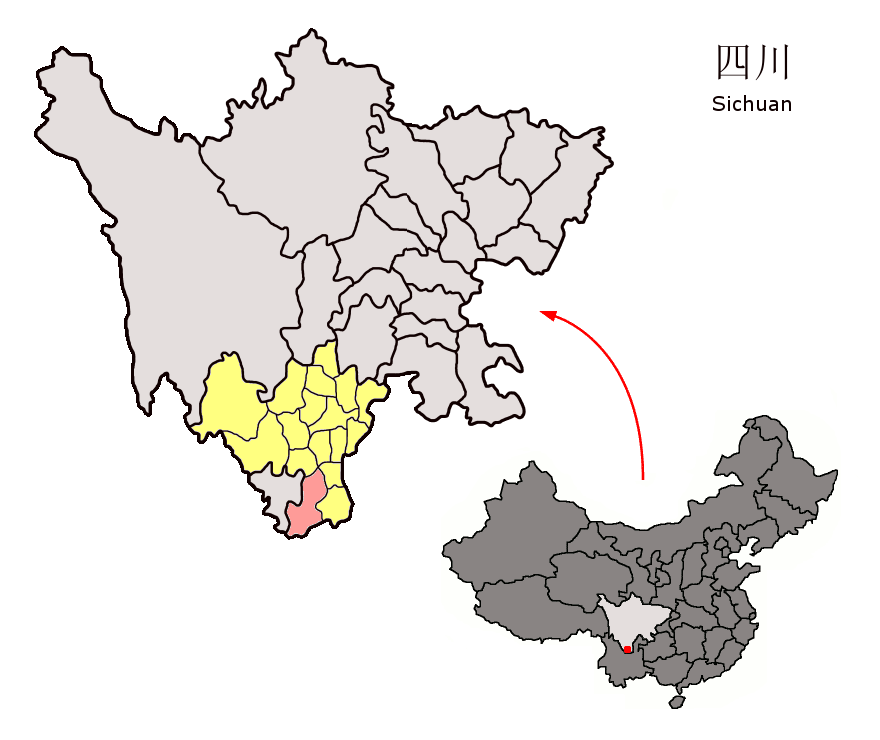
Lage des kreisfreien Stadt Huili in der Provinz Sichuan.

Huili (chinesisch 会理市, Pinyin Huìlǐ Shì) ist eine kreisfreie Stadt im Kreis des Autonomen Bezirks Liangshan der Yi im Süden der chinesischen Provinz Sichuan. Die Fläche betrug 4527 km² und die Einwohnerzahl lag bei der Volkszählung 2020 bei 390.531. Ethnische Minderheiten, wie Yi, Tibeter, Hui, Dai und andere machten etwa 17 Prozent der Bevölkerung aus. Im Jahr 2021 war sie in drei Straßenviertel, 13 Großgemeinden, drei Gemeinden und eine Nationalitätengemeinde untergliedert.
Bis zum Jahr 2021 hatte Huili den Status eines Kreises (会理县,  Huìlǐ Xiàn). Am 26. September 2021 wurde der Kreis offiziell in eine Stadt gleichen Namens umgewandelt.